# Croton gossypiifolius
Espèce
Classification APG III (2009)
Croton gossypiifolius est une espèce de plantes à fleurs du genre Croton et de la famille des Euphorbiaceae, présente du sud du Mexique jusqu'en Guyane.

## Synonymes
- Oxydectes gossypiifolia (Vahl) Kuntze
- Croton gossypiifolius var. genuinus Müll.Arg.
- Croton digitatus Geiseler
- Croton heterophyllus Kunth
- Croton sanguifluus Kunth
- Croton flabellifolius Lodd. ex G.Don
- Cyclostigma hibiscifolium (Kunth ex Spreng.) Klotzsch
- Palanostigma hibiscifolium (Kunth ex Spreng.) Baill.
- Croton draco var. rhombifolius Müll.Arg.
- Croton gossypiifolius var. heterophyllus (Kunth) Müll.Arg.
- Croton gossypiifolius var. hibiscifolius (Kunth ex Spreng.) Müll.Arg.
- Croton gossypiifolius var. stipularis Müll.Arg.
- Croton funckianus var. rhombifolius (Müll.Arg.) Müll.Arg.
- Oxydectes gossypifolia var. heterophylla (Kunth) Kuntze
- Croton confusus Pittier
- Croton venezuelensis Radcl.-Sm. & Govaerts